# Kalicivirin
Kalicivirin (EC 3.4.22.66,  procesujuća peptidaza, Chiba virus procesujuća peptidaza,  virus procesujuća peptidaza,  virus procesujuća peptidaza, norovirus virus procesujuća peptidaza, calicivirus tripsinu-slična cisteinska proteaza, calicivirus TCP, calicivirus 3C-slična proteaza, calicivirus endopeptidaza, 3C endopeptidaza virusa bolesti zečje bolesti krvarenja) je enzim. Ovaj enzim katalizuje sledeću hemijsku reakciju
Endopeptidaza sa a preference for cleavage when the P1 pozicija is occupied by Glu- and the P1' pozicija is occupied by Gly-
Virusi koji su članovi Norovirusnog roda (Caliciviridae familije) su glavni uzrok epidemijskog akutnog viralnog gastroenteritisa.

## Spoljašnje veze
- Calicivirin на 